# Битва при Лугало
Битва при Лугало (нем. Gefecht bei Rugaro) — битва, произошедшая 17 августа 1891 года недалеко к западу от деревни Лугало (Lula-Rugaro), на территории современной Танзании. Трёхтысячное войско племени Хехе под командованием Мпангиле, брата вождя Мквава, разгромило отряд германских колониальных войск под началом обер-лейтенанта Эмиля фон Целевски (фон Целевского).

## Предыстория
В 1885 году немцы II Рейха основали на побережье Танганьики свою колонию, ставшую ядром будущей Германской Восточной Африки, и начали медленное продвижение вглубь континента. В те же годы вождь племени хехе Мквава начал серию агрессивных войн против соседних племён. Продвигаясь с победами к северу, в начале 1891 года Мквава вошёл в соприкосновение с территориями, уже бывшими под германским контролем. Германская администрация не имела определённых планов противодействия хехе: наиболее опытный военный, Герман фон Висман, был отозван за расточительство в походах, а его преемник, кабинетный дипломат Юлиус фон Зоден, сосредоточился на развитии приморских колоний и старался не вмешиваться в межплеменные конфликты. Немногочисленные германские офицеры под началом Эмиля фон Целевского решили предпринять карательный поход против хехе. Целевский, действуя через голову Зодена, получил в Берлине добро на военные действия, а Зоден, узнав о плане Целевского, возражать не стал.

## Ход событий
В июле 1891 года Целевский вышел в поход с 13 немцами, 320 аскари и 170 носильщиками, при пулемётах и полевых пушках. Осторожный Мквава, не собираясь вступать в бой с европейцами, выслал навстречу им парламентёров. Но 30 июля парламентёры были убиты немцами при захвате Усагары. После гибели переговорщиков, под давлением союзных вождей, Мквава перешёл к активным действиям.

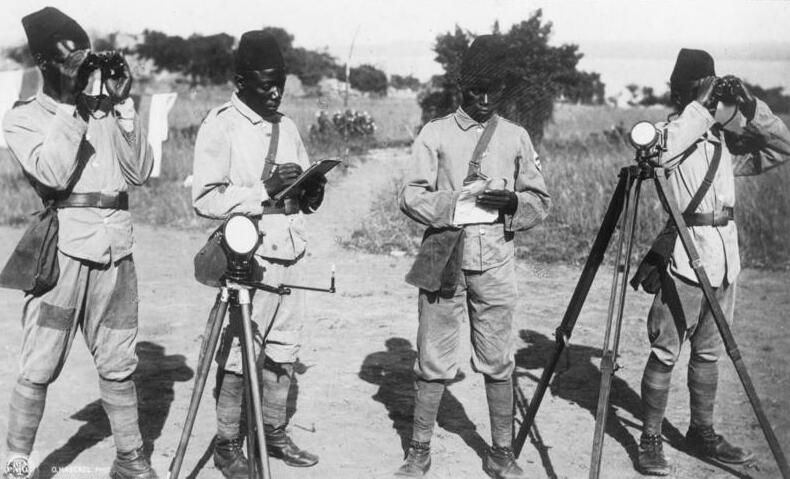
Аскари на германской службе у гелиографа. Фото 1890 года

В ночь с 16 на 17 августа войско хехе, под началом Мпангиле (брата Мквавы), заняло перевал, через который проходила дорога из Лугало в Ирингу и приготовилось к нападению. Сигналом для атаки должен был стать первый ружейный выстрел. Около 6:30 утра 17 августа отряд Целевского выехал из Лугало в сторону перевала. Когда колонна проходила вблизи позиций Мпангиле, кто-то из немцев выстрелил в птицу, спровоцировав нападение. Африканцы появились как из-под земли, атаковав немцев копьями с дистанции не более тридцати шагов. Аскари, успевшие дать по врагу один или два ружейных залпа, были смяты и уничтожены; избиение продолжалось не более десяти минут. Целевского заколол копьём некий шестнадцатилетний воин, впоследствии пожалованный за свой подвиг тремя коровами. Со стороны нападающих погибло около 700 человек, ещё 200 умерло от ран. С немецкой стороны выжило три или четыре немца, 64 аскари и 74 носильщика, которые сумели организованно отступить под давлением отряда хехе в 300—400 человек.
За боем при Лугало последовал кратковременный период мира. Мквава, убедившийся в эффективности европейского оружия, опасался вступать в прямой конфликт с немцами, и через посланников убеждал их в том, что столкновение с отрядом Целевского было досадной случайностью. Администрация фон Зодена, более не стесняемая военной партией, окончательно отказалась от экспедиций вглубь страны. Положение изменилось лишь год спустя, в июне 1892 года, когда Мквава вырезал германский гарнизон в Кондоа.